# Dystrykt Mardan
Dystrykt Mardan – dystrykt w północnym Pakistanie w prowincji Chajber Pasztunchwa. W 1998 roku liczył 1 460 100 mieszkańców (z czego 51,6% stanowili mężczyźni) i obejmował 173 088 gospodarstw domowych. Siedzibą administracyjną dystryktu jest Mardan.